# アメリカ空軍基地の一覧
アメリカ空軍基地の一覧（アメリカくうぐんきちのいちらん）は、アメリカ空軍における基地（英：Base）および施設（英：installation）の一覧である。

## アメリカ国内
| 施設名                                       | 所在地                                                 | 備考                                                   |  |
| -------------------------------------------- | ------------------------------------------------------ | ------------------------------------------------------ |  |
| マクスウェル空軍基地                         | アラバマ州モンゴメリー                                 |                                                        |  |
| エレクソン空軍施設                           | アラスカ州シェミア島                                   |                                                        |  |
| アイルソン空軍基地                           | アラスカ州フェアバンクス                               |                                                        |  |
| エルメンドルフ・リチャードソン統合基地       | アラスカ州アンカレッジ                                 |                                                        |  |
| エルメンドルフ空軍基地                       | アラスカ州アンカレッジ                                 | エルメンドルフ・リチャードソン統合基地の構成施設       |  |
| キングサーモン長距離レーダーサイト           | アラスカ州キングサーモン                               |                                                        |  |
| デビスモンサン空軍基地                       | アリゾナ州ツーソン                                     |                                                        |  |
| ヒラ・ベンド空軍補助飛行場                   | アリゾナ州ヒラ・ベンド                                 |                                                        |  |
| ルーク空軍基地                               | アリゾナ州グレンデール                                 |                                                        |  |
| リトルロック空軍基地                         | アーカンソー州ジャクソンビル                           |                                                        |  |
| ビール空軍基地                               | カリフォルニア州メアリーズビル                         |                                                        |  |
| エドワーズ空軍基地                           | カリフォルニア州ランカスター                           |                                                        |  |
| トラヴィス空軍基地                           | カリフォルニア州フェアフィールド                       |                                                        |  |
| 空軍士官学校                                 | コロラド州コロラドスプリングス                         |                                                        |  |
| ドーバー空軍基地                             | デラウェア州ドーバー                                   |                                                        |  |
| エグリン空軍基地                             | フロリダ州バルパライソ                                 |                                                        |  |
| ハルバート・フィールド                       | フロリダ州メアリー・エスター                           |                                                        |  |
| マックディール空軍基地                       | フロリダ州タンパ                                       |                                                        |  |
| ティンダル空軍基地                           | フロリダ州パナマシティ                                 |                                                        |  |
| ムーディ空軍基地                             | ジョージア州バルドスタ                                 |                                                        |  |
| ロビンス空軍基地                             | ジョージア州ワーナーロビンズ                           |                                                        |  |
| ベローズ空軍施設                             | ハワイ州ワイマナロ                                     |                                                        |  |
| パールハーバー・ヒッカム統合基地             | ハワイ州ホノルル                                       |                                                        |  |
| ヒッカム空軍基地                             | ハワイ州ホノルル                                       | パールハーバー・ヒッカム統合基地の構成施設             |  |
| マウンテンホーム空軍基地                     | アイダホ州マウンテンホーム                             |                                                        |  |
| スコット空軍基地                             | イリノイ州ベルビル                                     |                                                        |  |
| マッコーネル空軍基地                         | カンザス州ウィチタ                                     |                                                        |  |
| バークスデール空軍基地                       | ルイジアナ州ボージャーシティ                           |                                                        |  |
| アンドルーズ統合基地                         | メリーランド州キャンプ・スプリングス                   |                                                        |  |
| アンドルーズ空軍基地                         | メリーランド州キャンプ・スプリングス                   | アンドルーズ統合基地の構成施設                         |  |
| ハンスコム空軍基地                           | マサチューセッツ州ベッドフォード                       |                                                        |  |
| コロンバス空軍基地                           | ミシシッピ州コロンバス                                 |                                                        |  |
| キースラー空軍基地                           | ミシシッピ州ビロクシ                                   |                                                        |  |
| ホワイトマン空軍基地                         | ミズーリ州ノブ・ノスター                               |                                                        |  |
| マルムストローム空軍基地                     | モンタナ州グレートフォールズ                           |                                                        |  |
| オファット空軍基地                           | ネブラスカ州オマハ                                     |                                                        |  |
| クリーチ空軍基地                             | ネバダ州インディアン・スプリングス                     |                                                        |  |
| ホーミー空港                                 | ネバダ州レイチェル                                     | エリア51                                               |  |
| ネリス空軍基地                               | ネバダ州ラスベガス                                     |                                                        |  |
| トノパ試験場空港                             | ネバダ州トノパ                                         |                                                        |  |
| マクガイア-ディックス-レイクハースト統合基地 | ニュージャージー州レイクハースト、ライツタウン         |                                                        |  |
| マクガイア空軍基地                           | ニュージャージー州ライツタウン                         | マクガイア-ディックス-レイクハースト統合基地の構成施設 |  |
| キャノン空軍基地                             | ニューメキシコ州クローヴィス                           |                                                        |  |
| ホロマン空軍基地                             | ニューメキシコ州アラモゴード                           |                                                        |  |
| カートランド空軍基地                         | ニューメキシコ州アルバカーキ                           |                                                        |  |
| ローム研究所                                 | ニューヨーク州ローム                                   |                                                        |  |
| ポープ・フィールド                           | ノースカロライナ州ファイエットビル                     |                                                        |  |
| シーモア・ジョンソン空軍基地                 | ノースカロライナ州ゴールズボロ                         |                                                        |  |
| グランドフォークス空軍基地                   | ノースダコタ州グランドフォークス                       |                                                        |  |
| マイノット空軍基地                           | ノースダコタ州マイノット                               |                                                        |  |
| ライト・パターソン空軍基地                   | オハイオ州デイトン                                     |                                                        |  |
| アルタス空軍基地                             | オクラホマ州アルタス                                   |                                                        |  |
| ケゲルマン空軍補助飛行場                     | オクラホマ州チェロキー                                 |                                                        |  |
| ティンカー空軍基地                           | オクラホマ州オクラホマシティ                           |                                                        |  |
| ヴァンス空軍基地                             | オクラホマ州イーニド                                   |                                                        |  |
| チャールストン統合基地                       | サウスカロライナ州ノースチャールストン、グースクリーク |                                                        |  |
| チャールストン空軍基地                       | サウスカロライナ州ノースチャールストン                 | チャールストン統合基地の構成施設                       |  |
| ノース空軍補助飛行場                         | サウスカロライナ州ノース                               |                                                        |  |
| ショウ空軍基地                               | サウスカロライナ州サムター                             |                                                        |  |
| エルスワース空軍基地                         | サウスダコタ州ラピッドシティ                           |                                                        |  |
| アーノルド空軍基地                           | テネシー州タラホーマ                                   |                                                        |  |
| ダイエス空軍基地                             | テキサス州アビリーン                                   |                                                        |  |
| グッドフェロー空軍基地                       | テキサス州サンアンジェロ                               |                                                        |  |
| ラフリン空軍基地                             | テキサス州デル・リオ                                   |                                                        |  |
| サンアントニオ統合基地                       | テキサス州サンアントニオ                               |                                                        |  |
| ラックランド空軍基地                         | テキサス州サンアントニオ                               | サンアントニオ統合基地の構成施設                       |  |
| ランドルフ空軍基地                           | テキサス州ユニバーサルシティ                           | サンアントニオ統合基地の構成施設                       |  |
| シェパード空軍基地                           | テキサス州ウィチタフォールズ                           |                                                        |  |
| ヒル空軍基地                                 | ユタ州オグデン                                         |                                                        |  |
| ラングレー・ユースティス統合基地             | バージニア州ニューポートニューズ                       |                                                        |  |
| ラングレー空軍基地                           | バージニア州ハンプトン                                 | ラングレー・ユースティス統合基地の構成施設             |  |
| フェアチャイルド空軍基地                     | ワシントン州スポケーン                                 |                                                        |  |
| ルイス・マッコード統合基地                   | ワシントン州レイクウッド                               |                                                        |  |
| マッコード・フィールド                       | ワシントン州レイクウッド                               | ルイス・マッコード統合基地の構成施設                   |  |
| アナコスティア・ボーリング統合基地           | ワシントンD.C.南東地区                                 |                                                        |  |
| ボーリング空軍基地                           | ワシントンD.C.南東地区                                 | アナコスティア・ボーリング統合基地の構成施設           |  |
| フランシス E.ワーレン空軍基地                | ワイオミング州シャイアン                               |                                                        |  |

## アメリカ海外領土
| 施設名                     | 所在地     | 備考 |
| -------------------------- | ---------- | ---- |
| アンダーセン空軍基地       | グアム     |      |
| ウェーク・アイランド飛行場 | ウェーク島 |      |

## アメリカ国外
| 施設名                               | 所在地                                                       | 備考                 |
| ------------------------------------ | ------------------------------------------------------------ | -------------------- |
| シエーヴル空軍基地                   | ベルギーエノー州シエーヴル                                   |                      |
| ラムシュタイン空軍基地               | ドイツラインラント＝プファルツ州カイザースラウテルン         |                      |
| シュパングダーレム空軍基地           | ドイツラインラント＝プファルツ州トリーア                     |                      |
| アヴィアーノ空軍基地                 | イタリアフリウリ＝ヴェネツィア・ジュリア州アヴィアーノ       | イタリア空軍と共用   |
| 嘉手納空軍基地                       | 日本沖縄県嘉手納町、沖縄市、北谷町                           |                      |
| 三沢空軍基地                         | 日本青森県三沢市                                             | 航空自衛隊と共用     |
| 横田空軍基地                         | 日本東京都福生市、瑞穂町、武蔵村山市、羽村市、立川市、昭島市 | 航空自衛隊と共用     |
| ラジェス航空基地                     | ポルトガルアゾレス諸島ラジェス                               | ポルトガル空軍と共用 |
| 群山空軍基地                         | 大韓民国群山市                                               |                      |
| 烏山空軍基地                         | 大韓民国平沢市                                               |                      |
| モロン空軍基地                       | スペインアンダルシア州モロン・デ・ラ・フロンテラ             | スペイン空軍と共用   |
| インジルリク空軍基地                 | トルコアダナ県インジルリク                                   | トルコ空軍と共用     |
| イズミル空軍施設                     | トルコイズミル県イズミル                                     |                      |
| アルコンベリー空軍基地               | イギリスケンブリッジシャーハンティンドン                     |                      |
| バーフォード・セント・ジョン空軍基地 | イギリスオックスフォードシャーバーフォード・セント・ジョン   |                      |
| クロートン空軍基地                   | ノーサンプトンシャークロートン                               |                      |
| フェアフォード空軍基地               | イギリスグロスタシャーフェアフォード                         |                      |
| フェルトウェル空軍基地               | イギリスノーフォークフェルトウェル                           |                      |
| レイクンヒース空軍基地               | イギリスサフォークレイクンヒース                             |                      |
| メンウィズヒル空軍基地               | イギリスノース・ヨークシャーハロゲイト                       |                      |
| ミルデンホール空軍基地               | イギリスサフォークミルデンホール                             |                      |
| モールスワース空軍基地               | イギリスケンブリッジシャーモールスワース                     |                      |
| ウェルフォード空軍基地               | イギリスバークシャーウェルフォード                           |                      |

## 廃止された基地
| 施設名                   | 所在地                           | 備考                                     |
| ------------------------ | -------------------------------- | ---------------------------------------- |
| ハワード空軍基地         | パナマ運河地帯バルボア           | 1999年閉鎖                               |
| ウィリアムス空軍基地     | アリゾナ州チャンドラー           | 1993年9月30日閉鎖                        |
| エント空軍基地           | コロラド州コロラドスプリングス   | 閉鎖                                     |
| ジョージ空軍基地         | カリフォルニア州ヴィクターヴィル | 1992年閉鎖                               |
| バーグストローム空軍基地 | テキサス州オースティン           | 1993年9月30日閉鎖                        |
| ビッグズ空軍基地         | テキサス州エルパソ               | 閉鎖。機能は陸軍のフォート・ビルスに移転 |
| マクレラン空軍基地       | カリフォルニア州サクラメント     | 2001年7月13日閉鎖                        |
| メイザー空軍基地         | カリフォルニア州サクラメント     | 1993年9月30日閉鎖                        |
| リース空軍基地           | テキサス州ラボック               | 1997年1月24日閉鎖                        |
| ローリー空軍基地         | コロラド州オーロラ、デンバー     | 1994年10月1日閉鎖                        |